# Fortunat Strowski
Fortunat Joseph Strowski de Robkowa, né à Carcassonne (Aude) le 16 mai 1866 et mort à Cervières (Loire) le 11 juillet 1952, est un historien de la littérature, essayiste et critique littéraire français. 

## Biographie

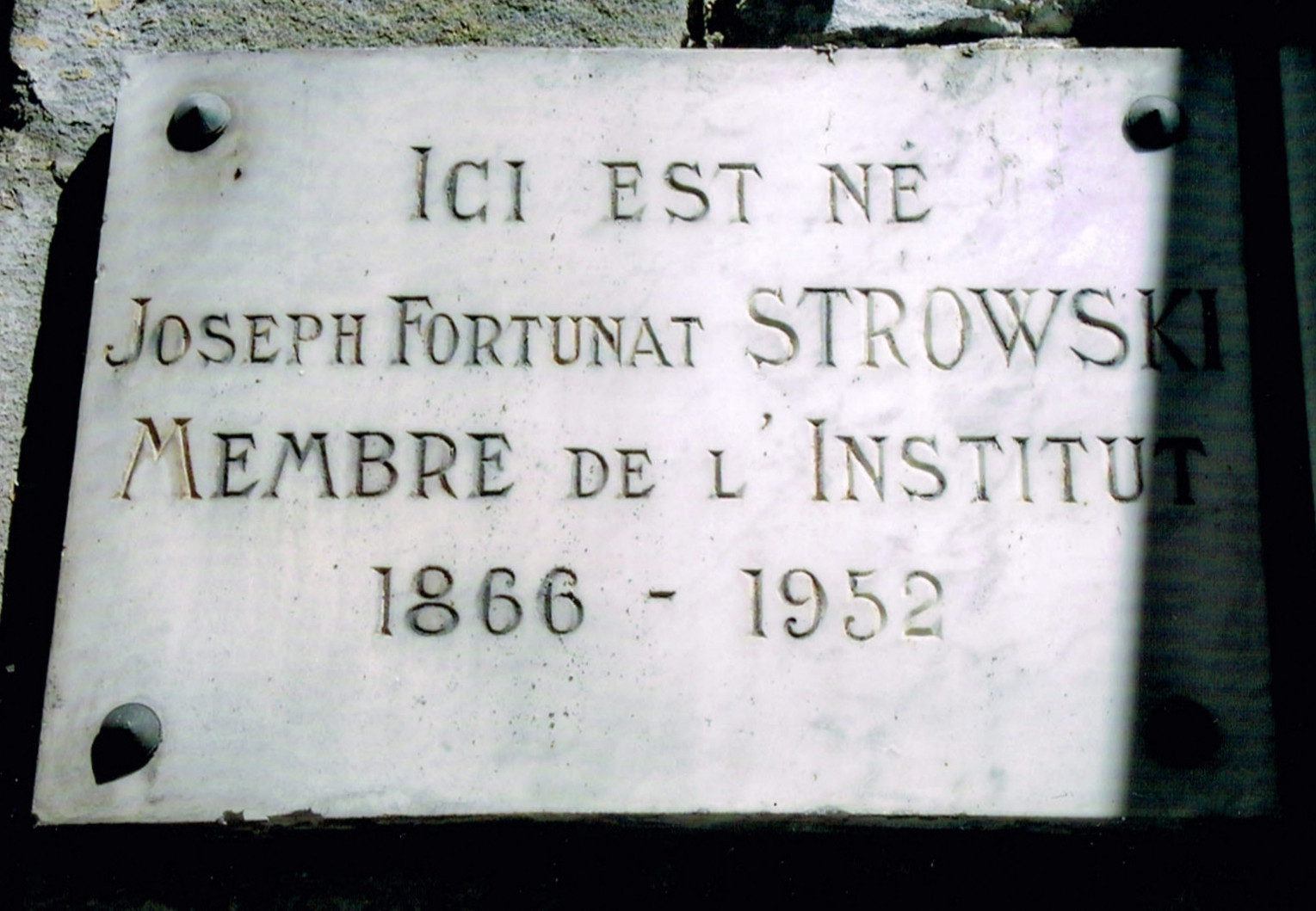
Ancienne plaque visible sur la maison natale de Fortunat Strowski à Carcassonne.

Fortunat Strowski est le frère de Stéphane Strowski, un autre essayiste français, qui a notamment étudié le peuple breton.
Le père de Fortunat Strowski était élève officier du collège militaire de Neustadt en Autriche et avait participé à l'insurrection polonaise de 1848. Prisonnier des Russes et déporté, il s'était évadé et s'était établi en France comme professeur d'anglais et d'allemand. La mère de Fortunat Strowski s'appelait Julie Laurance. Son grand-père, François Strowski de Lenka, était engagé dans la légion polonaise organisée en 1797 par la France. Il était resté au service de la France jusqu'en 1814 et avait été décoré par Napoléon. 
Fortunat Strowski fréquente le lycée de Mont-de-Marsan, dont il ressort bachelier ès lettres. Puis, il intègre le lycée Louis-le- Grand et devient élève de l'Ecole normale supérieure en 1885. Il obtient une licence ès lettres en 1886 et est agrégé de grammaire deux ans plus tard. Le 13 mars 1898, il soutient et fait valider ses deux thèses de doctorat ès lettres, à la Faculté de Paris. La première, en latin traite de la pédagogie d'Isocrate. La deuxième, en français, s'intéresse à Saint François de Sales et à travers lui à l'histoire du sentiment religieux en France au XVIIe siècle.
La carrière d'enseignant de Strowski débute en 1888, date à laquelle il débute en qualité de professeur de rhétorique au lycée d'Albi. Il sera ensuite professeur dans divers lycées. En 1901, il devient chargé de cours à la Faculté des lettres de Bordeaux ; puis, il devient professeur de littérature française dans la même faculté en 1906. Il enseigne par la suite à la Faculté des lettres de Paris, en qualité de chargé de cours de littérature française (1911), puis de maître de conférences de littérature française (1913). Il devient professeur d'histoire de la littérature française contemporaine en 1930, et prend sa retraite en 1936. Georges Dumézil l'évoque comme son «bon maître (...) dont l'usage était de préparer de brillants cours publics à la petite semaine» et qui avait ainsi l'habitude d'envoyer en hâte ses meilleurs étudiants à la Bibliothèque Nationale collationner pour lui quelques pages de manuscrits. 
Outre sa carrière académique, Fortunat Strowski intervient en tant que membre du jury central d'examen aux Écoles nationales d'arts et métiers entre 1900 et 1901. Au cours de la même période, il est également chargé de cours à HEC. Il est professeur d'échange et visiting professor de l'Université de Columbia en 1923-24, 1926, 1928, et 1929-20. Il est également membre du comité de la Société des gens de lettres pendant 11 ans et assume les fonctions de vice-président de cette société entre 1918 et 1919. Il fait partie du Conseil supérieur de la cinématographie, et intervient en tant que critique dramatique au Paris-midi. Collaborateur régulier de La Renaissance, politique, littéraire et artistique créée en 1913 par Henry Lapauze, il fait partie du jury du prix littéraire La Renaissance de 1921 à 1939, le jury étant présidé au départ par Léon Bérard et Colette. Enfin, Fortunat Strowski est à l'origine de contributions dans de nombreuses revues (Revue thomiste, Annales de philosophie chrétienne, Revue Bossuet, la Revue des Deux mondes, etc). 
Il est notamment connu pour son édition des Essais de Montaigne d'après l'exemplaire de Bordeaux (version de 1588 annotée de la main de l'auteur). Il est élu membre de l'Académie des sciences morales et politiques en 1926. 
Une rue à son nom l'honore à Carcassonne depuis 1955.

## Distinctions
- Chevalier de la Légion d'honneur (1913)[5]
- Officier de la Légion d'honneur (1928)[5]
- Officier de l'Instruction publique (1896)
- Prix Guizot (1899)
- Prix Saintour (1907)
- Prix Gobert (1910)

## Choix de publications
- Saint François de Sales : introduction à l'histoire du sentiment religieux en France au dix-septième siècle (thèse de doctorat ès lettres), 1898

Couronné par l'Académie française (Grand prix Gobert, 1909)
- De Isocratis paedagogica (thèse de doctorat ès lettres), 1898

- Bossuet et les extraits de ses œuvres diverses, 1901
- Montaigne, 1906
- (éd. avec François Gebelin et Pierre Villey): Les Essais de Michel de Montaigne, publiés d'après l'exemplaire de Bordeaux, 5 vol., 1906-1933
- Histoire du sentiment religieux en France au XVIIe siècle. Pascal et son temps, 3 vol., 1907-1908-1910
- Montesquieu, textes choisis et commentés par Fortunat Strowski, 1912
- Tableau de la littérature française au XIXe siècle, 1912
- La Flèche d'or, récit de la première invasion des Baltes en France, 1917 , librairie Perrin, 236 p. lire en ligne sur Gallica
- La Renaissance littéraire de la France contemporaine, 1922
- Histoire des lettres. 2. De Ronsard à nos jours, 1923
- La Sagesse française. Montaigne. Saint François de Sales. Descartes. La Rochefoucauld. Pascal, 1925
- (éd.): Œuvres complètes de Blaise Pascal. Publiées avec une bibliographie, des introductions, des notes et des tables, 3 vol., Paris, Librairie Ollendorff, 1923-1931 (préf. Pierre de Nolhac) (SUDOC 049265458 et 021955727)
  1. t. I : Biographie, Œuvres scientifiques, 1923 (SUDOC 045380619, SUDOC 087010054 et 090762630)
  2. t. II : Les provinciales, Écrits sur la grace, 1923 (SUDOC 051161494)
  3. t. III : Les pensées, Les opuscules, La correspondance, 1931 (SUDOC 051161710 et 087175940; 1923 [sic]: SUDOC 10341326X)
- La Bruyère en Amérique. Les Caractères, ou les Mœurs de ce siècle, 1929
- Les Pensées de Pascal : étude et analyse, Paris, Librairie Mellottée, 1930 (SUDOC 017350883)
- L'homme moderne, 1931
- La Grande ville au bord du fleuve (Bordeaux et la Guyenne), 1932
- La Pléiade. La doctrine et l'oeuvre politique, 1933
- Nationalisme ou patriotisme, 1933
- Le Théâtre et nous, 1934
- La pensée de la mort et la philosophie de la vie dans Bossuet, 1935
- Les historiens français au XIXe siècle, d'Augustin Thierry à Michelet, 1935
- Montaigne : sa vie publique et privée, 1939
- France endormie, 1920-1940, 1941  ed. Bel Air, 206 p. lire en ligne sur Gallica
- Les libérateurs, 1943
- Le Théâtre moderne et le Brésil, 1945
- Fables de La Fontaine. Notes et commentaires de Fortunat Strowski, 1950